# Yeşilyurt, Andırın
Yeşilyurt là một xã thuộc huyện Andırın, tỉnh Kahramanmaraş, Thổ Nhĩ Kỳ. Dân số thời điểm năm 2010 là 482 người.